# Fabulon
A Fabulon egy kozmetikai termékcsalád védjegyezett neve.

## Története

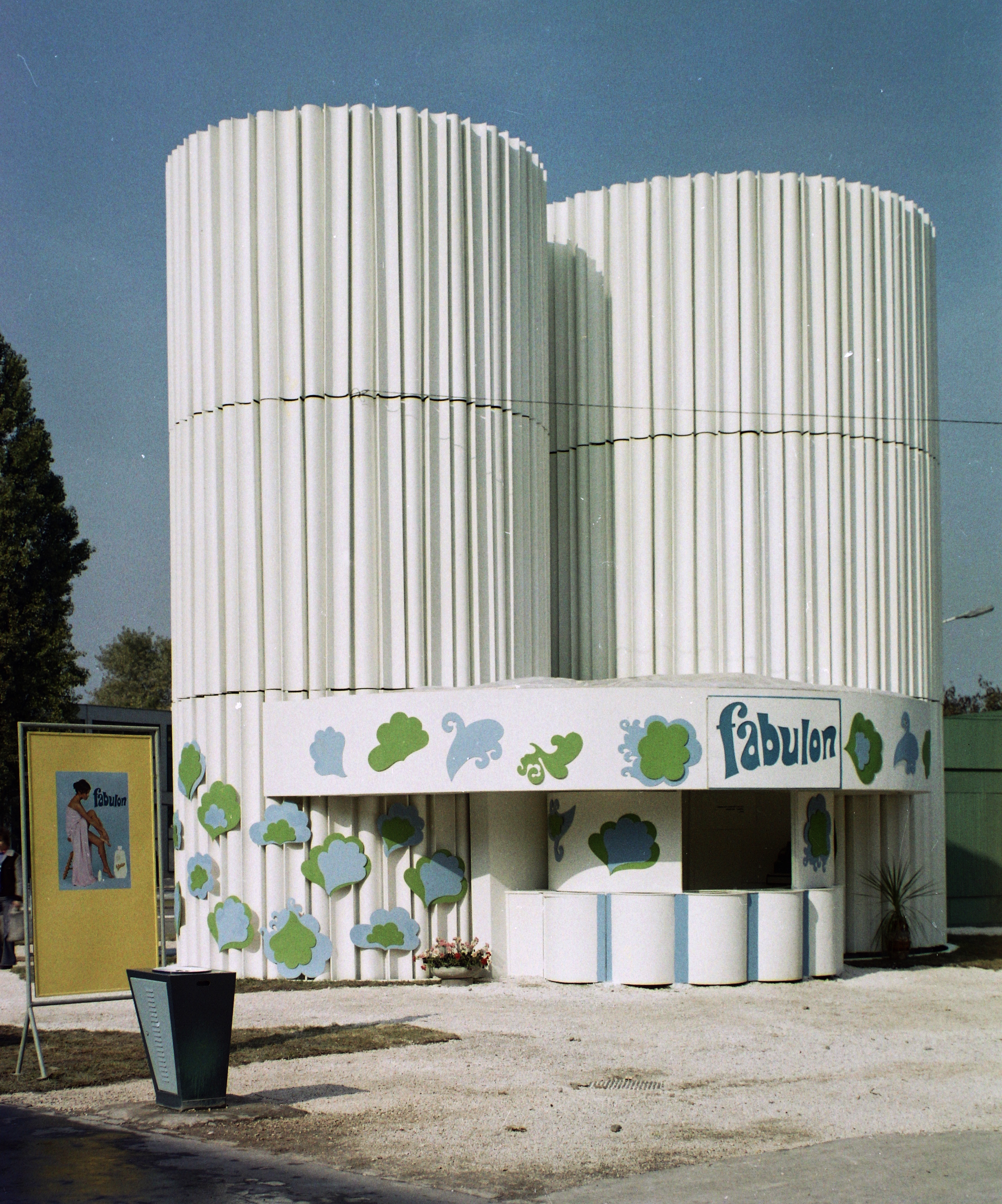
A Fabulon pavilon a BNV területén

A kozmetikai termékcsaládot a Kőbányai Gyógyszerárugyár fejlesztette ki az 1970-es évek elején a gyógyszergyártásban szerzett tapasztalatai alapján. A gyár fejlesztette ki az egykor olyan sikeres Fabulon – kezdetben Bakos Ilona, majd Pataki Ági lett a reklámarca, azután Fenyő János plakátjával Sütő Enikő reklámozta a Fabulont, Apostol Éva pedig a barna hajú reklámhölgy volt – kozmetikai termékeket.  A Fabulissimo terméknek („szuperfabulon") Szőnyi Kinga manöken volt reklámarca.
A Faibuíon a Kőbányai Gyógyszerárugyár, azaz a Richter Gedeon Rt. szülöttje. Gyógyszergyáré, Magyarországon ők voltak ebben az úttörők.
A hatvanas évek végén forradalmi lépésnek számított gyógyszergyárban kozmetikai terméket készíteni. Külföldön persze minden magára valamit adó nagy gyógyszergyártó cég csinált ilyet: a Ciba-Geigy, a Binella. A hetvenes évek elején a KHV volt a monopolhelyzetű, akkor a Fabulonnal egy újszerű termékösszetétellel jöttek a piacra. A hagyományostól eltérő, kicsit még „gyógyszeres hangulatú” csomagolással.
Az új készítményekhez licencet vásároltak, így megkapták a L’Oreal cég hajápoló és hajmosó szereinek gyártási jogát. Sokat nyomott az üzletnél a latba az, hogy gyógyszergyári cég voltak. A L’Oreal igen szigorúan ellenőrzi a minőséget, hiszen az ő védjegyével kerültek a termékek a piacra.
Legnagyobb lépés a Richtofit mellett a Fabulissimo volt. A bőr elöregedését le lehet lassítani, és ebben segit a „Fabulissimo-kúra”. A Fabulissimóval tovább léptek, abban jojoba olajat használtak, ez nagyon korszerű hatóanyag volt.
A hetvenes években a fiatalok aktívan kezdtek magukkal foglalkozni: az ő hajviseletük, az ő divatjuk, az ő kozmetikájuk is volt. 
A Fabulon jelen volt Csehszlovákiaban, a Német Demokratikus Köztársaságban, a Szovjetunióban, Bulgáriában,  Lengyelországban, de még Kubában is. Az összes termelésük harmada szocialista es exportra ment. A tőkés országokkal más volt a helyzet. A Fabulissimo már két nyelven futott: magyarul, angolul, ez megkönnyítette az értékesítést. A készítményt  Angliába, Finnországba, Norvégiába, Nyugat-Németországba, Svédországba és Kanadába is szállítottak Richtofitet és Fabulissimót. 
A termékcsalád arckrémet, testápolókat, napozó szereket, tini- és babaápolási kozmetikumokat foglalt magában.

## Reklámja
Reklámfilmjei, a „gyere bátran nézz csak a szemembe”, a „ha bárhol bármit kenni kell” vagy a Neoton Família Tini dal című száma akkoriban egy egész ország kedvencei voltak, a „Fabulon a bőre őre, Ezt használja nyakra, főre!” szlogen pedig máig ismert. (A reklámfilmek többségét  Sas István rendezte,  Rusznák Iván volt a zeneszerzője, és az M7 (együttes) kísérte.)

## A Colgate-Palmolve tulajdonában
A Colgate Palmolive Magyarország Termelő Kft. dorogi gyáregysége 1993-tól üzemelt, ahol többek a Fabulon-család kozmetikumai készültek. A cég már 2007 nyarán közölte, hogy egy év múlva felszámolja a dorogi gyárat. A csoportos létszámleépítés 2008 végén lezárult és a gyárat bezárták. 

## A Helia-D tulajdonában
2012-ben a Helia-D-t is tulajdonló befektetői csoport megvásárolta a Fabulon védjegyet.